# Fate/stay night
Fate/stay night (フェイト/ステイナイト, Feito/sutei naito) é uma visual novel japonesa, desenvolvida pela Type-Moon, escrita por Kinoko Nasu e ilustrada por Takashi Takeuchi. O título foi lançado em 30 de janeiro de 2004 como um jogo de PC para adultos. Fate/stay night também possui conexão com Tsukihime e Kara no Kyoukai. A história se passa na cidade japonesa Fuyuki, onde de tempos em tempos acontece secretamente uma grande guerra entre magos e seus Servos (espíritos de heróis do passado) pela posse do Cálice Sagrado (Santo Graal), objeto que tem o poder de realizar um desejo de seu Mestre. Em 28 de outubro de 2005, a Type-Moon lançou uma visual novel sequência de Fate/stay night intitulada Fate/hollow ataraxia (grego para "tranquilidade"), no qual a história se passa um semestre após os eventos de Fate/stay night. Uma versão censurada intitulada Fate/stay night Realta Nua (irlandês para "uma nova estrela"), foi lançada para PlayStation 2 em 19 de abril de 2007, e conta com os mesmos dubladores do anime. Versões para PlayStation Vita, Android e iOS foram lançadas em 2012 e 2015, respectivamente. Em comemoração aos 20 anos de lançamento do jogo original, um remaster foi lançado em 7 de agosto de 2024 para Windows e Nintendo Switch, sendo esta a primeira versão a ser lançada fora do Japão.
Fate/stay night ganhou adaptações para outras mídias. Uma série de mangá foi publicada na revista Shōnen Ace da Kadokawa Shoten. Um anime de 24 episódios foi exibido no Japão entre 6 de janeiro de 2006 e 16 de junho de 2006. Adicionalmente, a série teve adaptada a prequela Fate/Zero, exibida em duas temporadas. Três jogos de luta baseados na série foram lançados, Fate/unlimited codes para arcade e PlayStation 2, Fate/tiger colosseum e sua sequência Fate/tiger colosseum Upper para PSP. Um RPG para PSP intitulado Fate/Extra foi lançado em 22 de julho de 2010. Um filme de Fate/stay night criado pelo Studio Deen foi lançado nos cinemas japoneses em 23 de janeiro de 2010. O jogo Fate/Extella: The Umbral Star foi lançado em novembro de 2016 para PlayStation 4 e PlayStation Vita e em julho de 2017 para Nintendo Switch e para Microsoft Windows.

## História
A narrativa se passa na cidade japonesa fictícia de Fuyuki, em 2004, onde um ritual chamado Guerra do Santo Graal, que acontece a cada sessenta anos, está prestes a começar. Nesse conflito, sete magos lutam entre si para adquirir o artefato lendário - o Santo Graal, que supostamente é capaz de realizar qualquer desejo. Para que possam participar da guerra, cada mago deve primeiro ser escolhido pelo Santo Graal para se tornar um Mestre, para que então possam invocar seus respectivos Servos. Esses Servos são Espíritos Heroicos - figuras históricas ou fictícias que se tornaram conhecidas como heróis devido aos seus feitos durante suas vidas. Os Servos são divididos em sete classes de acordo com as suas habilidades e características: Saber, Archer, Lancer, Rider, Caster, Assassin e Berserker.
O protagonista da história é o adolescente de 17 anos, Shirou Emiya. Shirou foi o único sobrevivente de um enorme incêndio que cobriu grande parte de Fuyuki, 10 anos atrás; ele foi salvo e posteriormente adotado por um homem chamado Kiritsugu Emiya, que se diz ser um mago. Desde então, Shirou continuamente pratica magia todos os dias de sua vida. Apesar disso, a falta de talento de Shirou, junto com a morte de Kiritsugu antes que ele pudesse passar qualquer ensinamento além do básico, impedem-no de fazer qualquer progresso significante. Assim, Shirou só é capaz de realizar duas magias bem especificas, geralmente vistas como inúteis: análise estrutural e reforçamento de objetos.
Certa noite, após permanecer mais tempo na escola para realizar tarefas, Shirou acaba testemunhando uma luta entre Archer e Lancer. Como a guerra deve ser mantida em segredo do mundo exterior, Lancer persegue e assassina Shirou para silenciá-lo. No entanto, a mestra de Archer, Rin Tohsaka, possuí éticas diferentes como maga, e opta por salvar Shirou, trazendo-o de volta a vida. Shirou acorda horas depois sozinho e sem saber o que fazer, e decide voltar para casa. Quando Lancer descobre Shirou ainda vive, ele o rastreia até sua casa para matá-lo novamente. Num momento de desespero e determinação, Shirou é escolhido pelo Santo Graal para ser um Mestre, e acidentalmente invoca sua Serva, Saber.
A visual novel se divide em três rotas, determinadas por certas escolhas que o jogador pode fazer. A rota Fate foca na relação de Shirou com Saber. A rota Unlimited Blade Works foca num romance de Shirou com Rin e rivalidade com Archer. A rota Heaven's Feel foca num romance entre Shirou e Sakura, além de introduzir uma mudança inesperada na Guerra. Após concluir todas essas rotas, a rota final é liberada.

## Jogabilidade
O jogo demanda pouca interação do jogador já que a maioria do tempo de jogo é passada lendo os textos que são exibidos, representando diálogos entre as personagens ou os pensamentos do protagonista. Ocasionalmente, o jogador chegará a um "ponto de decisão" onde tem a chance de escolher entre as opções exibidas na tela, normalmente duas ou três de cada vez. Neste ponto o jogo "para no tempo" até que o jogador tome sua decisão, que poderá levá-lo a diferentes pontos na história. Existem três linhas principais no enredo que o jogador poderá "experienciar", uma para cada história. Para ver estas três linhas, o jogador terá que jogar o jogo várias vezes escolhendo opções diferentes de cada vez para progredir na história em direções alternativas. Esse tipo de jogabilidade também foi originado em Tsukihime.

## Adaptações

### Light Novel
A Light Novel chamada Fate/Zero narra os acontecimentos que antecederam a Quarta Guerra do Graal, história anterior do jogo (ou seja, da visual novel) e do anime. Acaba por explicar uma série de fatos ocorridos no anime e a relação que existe entre alguns personagens.

### Anime
Animada pelo Studio Deen e produzida pela Fate Project, que foi formado em resposta à grande popularidade da visual novel e incluindo como produtoras a Geneon Universal Entertainment, a TBS, a CREi, a Type-Moon, e a Frontier Works Inc, a adaptação para anime de Fate/stay night foi exibida, no Japão, de 6 de janeiro a 16 de junho de 2006, totalizando 24 episódios. Mais tarde a série teve suas estreias internacionais no canal Animax, tendo sua versão dublada em português do Brasil em 2009. Esse anime se baseia na rota Fate.
A rota Unlimited Blade Works foi primeiramente lançada como um filme, também produzida pela Studio Deen e pela Fate Project foi lançada em 23 de janeiro de 2010. O anime dessa rota, diferentemente do filme foi animada pela Ufotable, e exibida em 4 de outubro de 2014 até 27 de junho de 2015, em duas temporadas, sendo a primeira com 12 e a segunda com 13 episódios.
A rota Heaven's Feel está sendo produzida e será separada em três filmes, animados também pela Ufotable. O primeiro filme, Pressage Flower foi lançado em 14 de outubro de 2017. O segundo filme, Lost Butterfly foi lançado em 12 de janeiro de 2019.[carece de fontes?] O último filme da trilogia, Spring Song, originalmente planejado para lançamento em 28 de março de 2020, foi adiado indefinidamente devido a pandemia de COVID-19.
Normalmente, os fãs têm uma certa dificuldade de saber em qual ordem assistir ao anime, já que a ordem de lançamento dele difere da ordem cronológica dos eventos dos animes.

## Recepção
Quando o jogo foi originalmente lançado em 30 de janeiro de 2004, Fate/stay night rapidamente tornou-se um dos romances visuais mais populares da história, garantindo o título de "romance visual mais vendido" em 2004, da varejista de jogos adultos Getchu.com. Os leitores da Dengeki G's Magazine qualificaram o jogo como o segundo de uma lista de mais interessantes jogos de bishōjo em agosto de 2007.
No início de 2007, a popularidade de Fate/stay night e de seus dubladores, na versão anime, levaram ao lançamento do Fate/stay tune, uma série de drama em rádio web, tendo Kana Ueda e Ayako Kawasumi (seiyus de Rin e Saber, respectivamente) nos papeis dos protagonistas. Em 2011, os escritores Chris Klug e Josias Lebowitz, em seu livro Interactive storytelling for video games elogiaram Fate/stay night como um forte exemplo de jogabilidade não-linear, com ramificações da linha principal da história, e narrativa interativa, comparando a sua profundidade e complexidade à de uma novela tradicional.

## Jogos
A Franquia Fate, dado seu sucesso recebeu diversos jogos para múltiplas plataformas:
| Jogo                          | Ano  | Plataforma                                                    | Informações Adicionais                                         |
| ----------------------------- | ---- | ------------------------------------------------------------- | -------------------------------------------------------------- |
| Fate/stay night               | 2004 | Windows, PlayStation 2, PSVita, Android, iOS                  | Jogo que deu origem ao anime                                   |
| Fate/hollow ataraxia          | 2005 | Windows, PSVita                                               | Continuação do jogo que deu origem ao anime                    |
| Fate/Tiger Colosseum          | 2007 | PSP                                                           | Jogo de luta 3D                                                |
| Fate/unlimited codes          | 2008 | Arcade, PlayStation 2, PSP                                    | Jogo de luta baseado no anime                                  |
| Fate/Extra                    | 2010 | PSP                                                           | RPG onde a história se passa em um mundo paralelo              |
| Fate/Extra CCC                | 2013 | PSP                                                           | Rota Alternativa de Fate/Extra                                 |
| Fate/Grand Order              | 2015 | iOS, Android                                                  | Jogo de RPG feito para smartphones                             |
| Fate/Extella: The Umbral Star | 2016 | Windows, PlayStation 4, PSVita, Nintendo Switch, iOS, Android | Jogo de estilo Hack and Slash Musou; continuação de Fate/Extra |
| Fate/Grand Order Arcade       | 2018 | Arcade                                                        | Versão de Fate/Grand Order para arcades                        |
| Fate/Extella Link             | 2018 | Windows, PlayStation 4, PSVita, Nintendo Switch, iOS, Android | Continuação de Fate/Extella: The Umbral Star                   |
| Fate/Samurai Remnant          | 2023 | Windows, PlayStation 4, PlayStation 5, Nintendo Switch        |                                                                |

- Os jogos em negrito são exclusivos do Japão.